# Симон Боканегра
 Тази статия е за операта на Верди.  За първия дож на Генуа вижте Симоне Боканегра.  
„Симон Боканегра“ е опера на италианския композитор Джузепе Верди с пролог и 3 действия, базирана на едноименната драма на Антонио Гарсия Гутиерес. Действието се развива в Генуа през XIV век. Премиерата на „Симон Боканегра“ е на 12 март 1857 г. във венецианския оперен театър Ла Фениче, но има слаб успех. През 1859 г. операта е поставена на сцената на миланския театър Ла Скала, отново без успех. Верди обича тази своя опера и 20 години по-късно я преработва с либрето на Ариго Бойто и на 24 март 1881 г. „Симон Боканегра“ се играе в Миланската Скала, където е посрещната топло и сърдечно.
В България „Симон Боканегра“ е поставена за първи път в Софийската народна опера през 1942 г. от диригента Атанас Маргаритов и режисьора Илия Арнаудов.

## История на написването
През 1856 г. Верди се връща в Италия и започва да търси сюжет за нова опера. Спира се на драмата на Антонио Гутиерес „Симон Боканегра“, написана през 1843 г. Тя привлича вниманието му още като работи върху „Трубадур“ (нейният сюжет също е взет от драма на Гутиерес – Il trovatore).
Симоне Боканегра е реална историческа личност, корсар, живял в ХIV век и избран за първи дож на Генуа. Изследователите го описват като мъдър владетел , който се стреми да постигне мир между Генуа и Венеция, да изглади междуособиците сред италианците.
Верди пише сам план-сценарий и го изпраща на постоянния си либретист Франческо Мариа Пиаве. Венецианският оперен театър „Фениче“ прави поръчка за новата опера и през 1856 г. Верди активно работи по нея. На премиерата през 1957 г. обаче публиката реагира хладно – либретото е статично и музиката не е въздействаща като други опери на Верди от периода. Основна слабост в либретото е, че за почти всички събития се разказва, а не се развиват на сцената.
Едва след преработка на музиката от страна на Верди и на либретото от страна на Ариго Бойто 20 години по-късно, операта получава втори шанс и този път премиерата ѝ в миланската Ла Скала (1881 г.), във Виена (1882 г.) и в Париж (1883 г.) е успешна. В тази версия се изпълнява и днес.
Музиката се характеризира с особено трудни партии на тримата главни герои – Симон Боканегра, Амелия Грималди и Габриеле Адорно. Лайтмотивът в операта е този за спомените.

## Сюжет
Действието започва със завръщането в Генуа на Симон Боканегра – корсар и плебей, който е помогнал на републиката срещу нападения на африкански пирати и предстои да бъде избран за нов дож. Боканегра очаква да се събере с любимата си Мария – дъщеря на досегашния дож на Генуа, патрицият Якопо Фиеско, както и с тяхното дете. Вместо това обаче открива, че Мария е починала, а дъщеря им е изчезнала. 25 години по-късно Боканегра все още е дож, но отново е в центъра на интриги, борба за власт и заговор за отмъщение.

## Действащи лица
- Симон Боканегра – първият дож на Генуа (баритон)
- Мария Боканегра, под името Амелия Грималди – дъщеря на Симон (сопран)
- Якопо Фиеско, под името Андреа – благородник от Генуа, дядо на Мария (бас)
- Габриеле Адорно – благородник от Генуа, любим на Мария (тенор)
- Паоло Албиани (баритон)
- Пиетро (баритон)
- Прислужница на Амелия (сопран)
- Капитан на стрелците (тенор)
- Моряци, войници, народ, сенатори, придворни на дожа.